# أمينتاس الثالث المقدوني
أمينتاس الثالث المقدوني (غير محدد - 370 ق. م.) (باليونانية القديمة: Ἀμύντας Γ΄) ابن أرياديوس ووالد فيليبوس الثاني المقدوني، كان ملك مقدونيا في العام 393 ق.م. وثانية من العام 392 إلى العام 370 ق.م. مع انقطاع دام لفترة وجيزة استلم فيها العرش الملك أرغايوس الثاني المقدوني (392 - 390 قبل الميلاد).

## تقلده العرش
تقلد العرش بعد السنوات العشرة ذات الأحداث المتقلبة والتي تلت موت أرخيلاوس الثاني المقدوني، راعي الفنون والأدب. وفي بداية حكمه عانى من كثرة أعدائه في الداخل.
وفي العام 393 طرده الإليريون، لكنه استطاع استعادة مملكته في السنة التالية، بمساعدة من الثيساليين. حيث يعتقد بأن ميديوس، رئيس بيت أليواداي من لاريسا، كان له الفضل في استعادة أمينتاس لعرشه. وذلك بفضل العلاقات المتبادلة بين السلالة الأرغية وسلالة بيت أليواداي والتي تعود بقدمها إلى زمن حكم أرخيلاوس الأول المقدوني.
ولتقوية بلاده ضد تهديد الإليريون، أسس أمينتاس تحالفا مع الاتحاد الخالكيديكي تحت قيادة مدينة أولينثوس. وكبديل لهذا الدعم والتحالف، منح أمينتاس الخالكيديين حقوقا في الخشب المقدوني، والذي كان يعاد إرساله إلى أثينا الذين كانوا يستعملونه في بناء وتحصين أسطولهم البحري. وبالمال الذي كان يتدفق من صادرات الخشب، نمت مدينة أولينثوس وعظمت قوتها.
أراد أمينتاس توسيع مجموعة حلفائه وذلك بضم حلفاء إضافيين إليه. فبادر بتأسيس علاقات جيدة مع كيتوس، رئيس الأودريسيان والذي كان قد زوج ابنته إلى جنرال أثيني يدعى إفيكراتيس. وبغية منه في تقوية العلاقات وتجنبا للزواج من عائلة كيتوس قام أمينتاس بتبني إفيكراتيس كابنه.

## الأوضاع في اليونان
وبعد معاهدة السلام الموقعة في العام 387 ق.م. كانت أسبرطة متلهفة إلى استعادة حضورها وقوتها في شمال اليونان بعد أن فقدتها.
هاجم بارديليس والإليريون في العام 385 ق.م. منطقة إبيروس بتحريض ومساعدة من قبل ديونيسيوس من سيراكوزي; وذلك كمحاولة منهم في إعادة الملك ألكيتاس المولوسياني إلى العرش.

## تحالفات
وعندما طلب أمينتاس مساعدة أسبرطة له ضد التهديد المتزايد لمدينة أولينثوس، هب الأسبرطيون لمساعدته وذلك لأن أولينثيوس كان مدعوما من قبل أثينا وطيبة، منافسي أسبرطة في السيطرة على اليونان، مما زاد حافزهم في تفريق واضعاف هذه القوة المتزايدة في الشمال وهكذا عقد أمينتاس (في العام 379 قبل الميلاد) معاهدة مع الأسبرطيين، هدفها إضعاف قوة مدينة أولينثوس. كما أنه دخل في تحالف آخر مع جاسون من فيراي، وأبدى عناية أكبر في علاقته مع الأثينيين.
في العام 371 قبل الميلاد دخل أميتاس أيضا في الكونغرس البلهيلينيك لتحالف اللاكيدايمونيان، صوت لصالح الأثينيين كما أنه انضم إلى اليونانيين الآخرين في التصويت لمساعدة أثينا لاستعادة امتلاك أمفيبوليس;;
ومع انهزام مدينة أولينثوس، أصبح أمينتاس قادرا على عقد اتفاقية مع أثينا وإبقاء عائدات الخشب له. وهكذا شحن أمينتاس الخشب إلى بيت الأثيني تيموثيوس، في بيرايوس.

## عائلته ووفاته
كان لأمينتاس من زوجته أويريديس ثلاثة أبناء، الإسكندر الثاني، بيرديكاس الثالث وفيليبوس الثاني. مات أمينتاس في عمر متقدم، تاركا عرشه لابنه الأكبر سنا، الإسكندر الثاني.